# Südafrikanische Cricket-Nationalmannschaft gegen Pakistan in der Saison 2013/14
Die Spielserie der südafrikanischen Cricket-Nationalmannschaft gegen Pakistan in der Saison 2013/14 fand vom 14. Oktober bis zum 15. November 2013 in den Vereinigten Arabischen Emiraten statt. Die internationale Cricket-Tour war Bestandteil der Internationalen Cricket-Saison 2013/14 und umfasste zwei Test Matches, fünf ODIs und zwei Twenty20s. Südafrika gewann die ODI-Serie 4-1 und die Twenty20-Serie 2-0, während die Testserie 1-1 ausging. Die ausgetragenen Tests der Touren waren Spiele im Rahmen der ICC Test Championship, die ODIs Bestandteil der ICC ODI Championship und die Twenty20s Teil der ICC T20I Championship.

## Vorgeschichte

### Ansetzung
Die Tour fand im Rahmen des ICC Future Tours Program 2011–2020 statt. Auf Grund der Zwischenfälle in Lahore im Jahr 2009 musste Pakistan diese als Heimtour geltende Begegnung auf neutralem Boden in den Vereinigten Arabischen Emiraten austragen. Pakistan machte aus Kostengründen von seinem Recht Gebrauch im Decision Review System auf das Hot Spot System zu verzichten.

### Einordnung
Die Tour war das zweite von drei Touren in der die beiden Mannschaften im Jahr 2013 aufeinander trafen. Im Februar und März des Jahres spielte Pakistan eine vollständige Tour in Südafrika, ebenso wie im direkten Anschluss an diese Tour, wo jedoch nur ODI und Twenty20 Spiele stattfanden. Für Südafrika waren es auch die ersten Tests seit dem Aufeinandertreffen im Frühjahr. Im Juni gab es zwischen den beiden Mannschaften in der Vorrunde bei der ICC Champions Trophy 2013 ein aufeinandertreffen, dass Südafrika für sich entscheiden konnte. Für beide Mannschaften waren die Twenty20-Spiele der Start der Vorbereitung auf die ICC World Twenty20 2014 im folgenden März.

## Stadien
Die folgenden Stadien wurden für die Tour als Austragungsort vorgesehen und am 9. Juli 2013 bekanntgegeben.
| Stadion                             | Stadt     | Kapazität | Spiele                          |
| ----------------------------------- | --------- | --------- | ------------------------------- |
| Sheikh Zayed Cricket Stadium        | Abu Dhabi | 20.000    | 1. Test                         |
| Dubai International Cricket Stadium | Dubai     | 25.000    | 2. Test; 2.–4. ODI; 1. & 2. T20 |
| Sharjah Cricket Association Stadium | Sharjah   | 27.000    | 1. & 5. ODI                     |

## Kaderlisten
Südafrika gab seinen Kader am 10. September 2013 bekannt. Pakistan gab seinen Test-Kader am 5. Oktober.
| Test | Test | ODI | ODI | Twenty20 | Twenty20 |
| Pakistan | Südafrika | Pakistan | Südafrika | Pakistan | Südafrika |
| --- | --- | --- | --- | --- | --- |
| - Misbah-ul-Haq (K) - Abdur Rehman - Adnan Akmal (wk) - Ahmed Shehzad - Asad Shafiq - Azhar Ali - Junaid Khan - Khurram Manzoor - Mohammad Irfan - Rahat Ali - Saeed Ajmal - Shan Masood - Umar Amin - Younus Khan - Zulfiqar Babar | - Graeme Smith (K) - Hashim Amla - AB de Villiers (wk) - JP Duminy - Faf du Plessis - Dean Elgar - Imran Tahir - Jacques Kallis - Rory Kleinveldt - Morné Morkel - Alviro Petersen - Robin Peterson - Vernon Philander - Dale Steyn - Thami Tsolekile | - Misbah-ul-Haq (K) - Abdur Rehman - Ahmed Shehzad - Asad Shafiq - Junaid Khan - Mohammad Hafeez - Mohammad Irfan - Nasir Jamshed - Saeed Ajmal - Sarfraz Ahmed - Shahid Afridi - Sohaib Maqsood - Sohail Tanvir - Umar Akmal - Umar Amin - Wahab Riaz | - AB de Villiers (K & wk) - Hashim Amla - JP Duminy - Quinton de Kock (wk) - Faf du Plessis - Imran Tahir - Ryan McLaren - David Miller - Morné Morkel - Wayne Parnell - Robin Peterson - Vernon Philander - Graeme Smith - Dale Steyn - Lonwabo Tsotsobe | - Mohammad Hafeez (K) - Abdul Razzaq - Abdur Rehman - Ahmed Shehzad - Junaid Khan - Mohammad Irfan - Nasir Jamshed - Saeed Ajmal - Shahid Afridi - Shoaib Malik - Sohaib Maqsood - Sohail Tanvir - Umar Akmal - Umar Amin | - Faf du Plessis (K) - Hashim Amla - Henry Davids - Quinton de Kock (wk) - JP Duminy - Imran Tahir - Ryan McLaren - David Miller - Morné Morkel - Wayne Parnell - Aaron Phangiso - Dale Steyn - Lonwabo Tsotsobe - David Wiese |

## Tour Matches
| 8. – 10. Oktober Scorecard | Sharjah | South Africans 354-8d (98.3) & 109-3 (31.5) | – | Pakistan A 311-6d (100) |
|                            |         | Remis                                       |   |                         |

| 9. – 10. Oktober Scorecard | Abu Dhabi | Pakistanis 317 (86)              | – | Ver. Arab. Emirate 190 (73.5) |
|                            |           | Pakistanis gewinnen mit 127 Runs |   |                               |

## Tests

### Erster Test in Abu Dhabi
| 14. – 18. Oktober Scorecard | Abu Dhabi | Südafrika 249 (93.1) & 232 (82.4) | – | Pakistan 442 (138.4) & 45-3 (13.5) |
|                             |           | Pakistan gewinnt mit 7 Wickets    |   |                                    |

### Zweiter Test in Dubai
| 23. – 27. Oktober Scorecard | Dubai | Pakistan 99 (36.4) & 326 (131.5)                | – | Südafrika 517 (163.1) |
|                             |       | Südafrika gewinnt mit einem Innings und 92 Runs |   |                       |

Im zweiten Test wurden Südafrika fünf Runs auf Grund von Manipulationen des Spielballes abgezogen. Es war das erste Mal seitdem Pakistan als Reaktion auf eine solche Strafe im Jahr 2006 einen Test in England vorzeitig abgebrochen hatte.

## One-Day Internationals

### Erstes ODI in Sharjah
| 30. Oktober Scorecard | Sharjah | Pakistan 182 (46.3)         | – | Südafrika 183 (49.5) |
|                       |         | Südafrika gewinnt mit 1 Run |   |                      |

### Zweites ODI in Dubai
| 1. November Scorecard | Dubai | Pakistan 209 (49.4)          | – | Südafrika 143 (40.4) |
|                       |       | Pakistan gewinnt mit 66 Runs |   |                      |

### Drittes ODI in Dubai
| 6. November Scorecard | Dubai | Südafrika 259-8 (50)          | – | Pakistan 191 (44.3) |
|                       |       | Südafrika gewinnt mit 68 Runs |   |                     |

### Viertes ODI in Dubai
| 8. November Scorecard | Dubai | Südafrika 266-5 (50)          | – | Pakistan 238 (49.2) |
|                       |       | Südafrika gewinnt mit 28 Runs |   |                     |

### Fünftes ODI in Sharjah
| 11. November Scorecard | Sharjah | Südafrika 268-7 (50)           | – | Pakistan 151 (35.3) |
|                        |         | Südafrika gewinnt mit 117 Runs |   |                     |

## Twenty20 Internationals

### Erstes Twenty20 in Dubai
| 13. November Scorecard | Dubai | Pakistan 98-9 (20)              | – | Südafrika 99-1 (14.3) |
|                        |       | Südafrika gewinnt mit 9 Wickets |   |                       |

### Zweites Twenty20 in Dubai
| 15. November Scorecard | Dubai | Südafrika 150-5 (20)         | – | Pakistan 144-9 (20) |
|                        |       | Südafrika gewinnt mit 6 Runs |   |                     |

## Statistiken
Die folgenden Cricketstatistiken wurden bei dieser Tour erzielt.
| Tests            | Tests      | Tests   | Tests   | Tests   | Tests   | Tests   | Tests   | Tests   |
| Batting          | Batting    | Batting | Batting | Batting | Batting | Batting | Batting | Batting |
| Spieler          | Mannschaft | Spiele  | Innings | Runs    | Average | HS      | 100s    | 50s     |
| ---------------- | ---------- | ------- | ------- | ------- | ------- | ------- | ------- | ------- |
| Graeme Smith     | Südafrika  | 2       | 3       | 281     | 93,66   | 234     | 1       | 0       |
| AB de Villiers   | Südafrika  | 2       | 3       | 273     | 91,00   | 164     | 1       | 1       |
| Misbah-ul-Haq    | Pakistan   | 2       | 4       | 218     | 72,66   | 100     | 1       | 1       |
| Asad Shafiq      | Pakistan   | 2       | 3       | 194     | 64,66   | 130     | 1       | 1       |
| Khurram Manzoor  | Pakistan   | 2       | 4       | 150     | 37,50   | 146     | 1       | 0       |
| Bowling          |            |         |         |         |         |         |         |         |
| Spieler          | Mannschaft | Spiele  | Overs   | Wickets | Average | BBI     | 5W      | 10W     |
| Saeed Ajmal      | Pakistan   | 2       | 117.4   | 12      | 23,66   | 6/151   | 1       | 0       |
| Imran Tahir      | Südafrika  | 1       | 55      | 8       | 16,25   | 5/32    | 1       | 0       |
| Dale Steyn       | Südafrika  | 2       | 69.2    | 8       | 22,62   | 3/38    | 0       | 0       |
| Mohammad Irfan   | Pakistan   | 2       | 65.5    | 7       | 26,85   | 3/44    | 0       | 0       |
| Vernon Philander | Südafrika  | 2       | 55      | 6       | 23,00   | 3/84    | 0       | 0       |
| Zulfiqar Babar   | Pakistan   | 2       | 82.2    | 6       | 44,00   | 3/89    | 0       | 0       |

| ODIs            | ODIs       | ODIs    | ODIs    | ODIs    | ODIs    | ODIs    | ODIs    | ODIs    |
| Batting         | Batting    | Batting | Batting | Batting | Batting | Batting | Batting | Batting |
| Spieler         | Mannschaft | Spiele  | Innings | Runs    | Average | HS      | 100s    | 50s     |
| --------------- | ---------- | ------- | ------- | ------- | ------- | ------- | ------- | ------- |
| Ahmed Shehzad   | Pakistan   | 5       | 5       | 193     | 38,60   | 58      | 0       | 2       |
| AB de Villiers  | Südafrika  | 5       | 5       | 193     | 48,25   | 115*    | 1       | 0       |
| Quinton de Kock | Südafrika  | 5       | 5       | 186     | 62,00   | 112     | 1       | 0       |
| Misbah-ul-Haq   | Pakistan   | 5       | 5       | 158     | 31,60   | 65      | 0       | 1       |
| JP Duminy       | Südafrika  | 5       | 5       | 136     | 34,00   | 64      | 0       | 1       |
| Bowling         |            |         |         |         |         |         |         |         |
| Spieler         | Mannschaft | Spiele  | Overs   | Wickets | Average | BBI     | 5W      | 10W     |
| Saeed Ajmal     | Pakistan   | 5       | 48      | 11      | 16,45   | 4/30    | 0       | 0       |
| Imran Tahir     | Südafrika  | 4       | 38      | 9       | 19,66   | 4/53    | 0       | 0       |
| Ryan McLaren    | Südafrika  | 5       | 39.2    | 9       | 19,88   | 4/34    | 0       | 0       |
| Mohammad Irfan  | Pakistan   | 5       | 48      | 9       | 26,33   | 3/46    | 0       | 0       |
| Shahid Afridi   | Pakistan   | 5       | 42.4    | 8       | 22,37   | 3/26    | 0       | 0       |

| Twenty20s       | Twenty20s  | Twenty20s | Twenty20s | Twenty20s | Twenty20s | Twenty20s | Twenty20s | Twenty20s |
| Batting         | Batting    | Batting   | Batting   | Batting   | Batting   | Batting   | Batting   | Batting   |
| Spieler         | Mannschaft | Spiele    | Innings   | Runs      | Average   | HS        | 100s      | 50s       |
| --------------- | ---------- | --------- | --------- | --------- | --------- | --------- | --------- | --------- |
| Faf du Plessis  | Südafrika  | 2         | 2         | 95        |           | 58*       | 0         | 1         |
| Quinton de Kock | Südafrika  | 2         | 2         | 78        | 78,00     | 48*       | 0         | 0         |
| Hashim Amla     | Südafrika  | 2         | 2         | 61        | 30,50     | 48        | 0         | 0         |
| Umar Akmal      | Pakistan   | 2         | 2         | 60        | 30,00     | 49        | 0         | 0         |
| Sohaib Maqsood  | Pakistan   | 2         | 2         | 41        | 20,50     | 37        | 0         | 0         |
| Bowling         |            |           |           |           |           |           |           |           |
| Spieler         | Mannschaft | Spiele    | Overs     | Wickets   | Average   | BBI       | 5W        | 10W       |
| Dale Steyn      | Südafrika  | 2         | 8         | 5         | 7,00      | 3/15      | 0         | 0         |
| Imran Tahir     | Südafrika  | 2         | 8         | 4         | 9,50      | 2/17      | 0         | 0         |
| Saeed Ajmal     | Pakistan   | 2         | 8         | 3         | 12,33     | 3/25      | 0         | 0         |
| Sohail Tanvir   | Pakistan   | 2         | 6         | 3         | 14,00     | 2/21      | 0         | 0         |
| Wayne Parnell   | Südafrika  | 2         | 8         | 3         | 17,33     | 3/25      | 0         | 0         |

## Player of the Series
Als Player of the Series wurden die folgenden Spieler ausgezeichnet.
| Serie | Player of the Series |
| ----- | -------------------- |
| Test  | AB de Villiers       |
| ODI   | Ryan McLaren         |
| T20   | Faf du Plessis       |

### Player of the Match
Als Player of the Match wurden die folgenden Spieler ausgezeichnet.
| Spiel   | Player of the Match |
| ------- | ------------------- |
| 1. Test | Khurram Manzoor     |
| 2. Test | Graeme Smith        |
| 1. ODI  | Wayne Parnell       |
| 2. ODI  | Shahid Afridi       |
| 3. ODI  | Faf du Plessis      |
| 4. ODI  | Dale Steyn          |
| 5. ODI  | AB de Villiers      |
| 1. T20  | Dale Steyn          |
| 2. T20  | Faf du Plessis      |